# Un film dramatique
Pour plus de détails, voir Fiche technique et Distribution.
Un film dramatique est un film français réalisé par Éric Baudelaire et sorti en 2019.

## Fiche technique
- Titre : Un film dramatique
- Réalisation : Éric Baudelaire
- Photographie : Claire Mathon, Raphaël Vandenbussche et Alan Guichaoua
- Son : Erwan Kerzanet
- Montage : Claire Atherton
- Société de production : Poulet-Malassis
- Pays d'origine :  France
- Durée : 114 minutes
- Dates de sortie : 
  - Suisse : 13 août 2019 (Festival de Locarno)[1]
  - France - 29 janvier 2021[2]

## Distinctions

### Récompense
- Grand prix au Festival international du film documentaire Punto de Vista de Navarre 2020[3]

### Sélections
- Festival international du film de Locarno 2019
- Festival du film de Belfort - Entrevues 2019[4]
- Festival international du film de Rotterdam 2020[5]